# Erophiloscia narcissi
Erophiloscia narcissi är en kräftdjursart som först beskrevs av Albert Vandel 1968.  Erophiloscia narcissi ingår i släktet Erophiloscia och familjen Philosciidae. Inga underarter finns listade i Catalogue of Life.